# المنصورة (القنيطرة)
قرية المنصورة قرية سورية  جولانية مدمرة، تتبع محافظة القنيطرة. بلغ عدد سكانها قبل احتلالها وتهجير كافة سكانها نحو 1.230 نسمة. أرضها منبسطة تقع شمال شرق تل العرام وتل أبو الندى. تبعد نحو 3 كلم إلى الشمال الغربي من مدينة القنيطرة.

## تاريخ القرية
سكن المنطقة بدو رحل اعتمدوا في حياتهم على تربية الماشية حتى العام 1870 م، ثم سكنتها قبائل «أبزاخ + بجدوغ» الشركسية التي قدمت من بلاد القفقاس. بيوتها ذات سقوف قرميدية.
تحدث الرحالة الألماني «أوليفانت» الذي زار المنقطة عن السكان المحليين في العام 1872 م وهم يبنون قرية المنملف: «مشهد رائع ترى فيه ثلاثمائة إنسان منهمكين في بناء قرية لهم»، ووصف الأخلاق النبيلة التي امتازوا بها كونهم محاربين أشداء ووصف تعاملهم الودّي معه. وتذكر بعض المصادر أن والي الشام العثماني منحهم أراضي القرية ليبنوا بيوتهم عليها، لكن مصادر أخرى تؤكد أنهم دفعوا الأموال لقاء ذلك.
وكانوا يستخدمون الأدوات الحديثة في الزراعة نسبة لعصرهم من ما أثار الرحالة ((شوماخر)) الذي قال أن ذلك ذكّره بألمانيا عندما رأى العربات وهي تحمل العشب الأخضر والقش.
ولقد شغل العديد من الرجال وظائف حكومية في مؤسسات محافظة القنيطرة ودمشق الإدارية وخدم قسم من الشباب في طابور الفرسان الخامس الذي شكل لضمان أمن خط السكة الحديدية التي تصل إلى الحجاز وتحول اسم الطابور إلى اسم (قوة الفرسان الشركس).
دمرت بشكل كامل في حرب حزيران العام 1967 م، ونهبت بيوتها وسرقت سقوفها القرميدية. المبنى الوحيد الذي لا يزال قائما حتى الآن هو المدرسة الجديدة.
قرية المنصورة هي إحدى قرى الصلو وهي قرية أعلى جبل الصلو وهي قريه اثريه حيث كانت ذو شان في عهد الفتح العثماني حيث سكنها الطنطكي بن أيوب يوجد فيها حصن الدملوءة (المنصورة حديثا) يوجد في الحصن العديد من المعالم الاثريه